# 藤泽五月

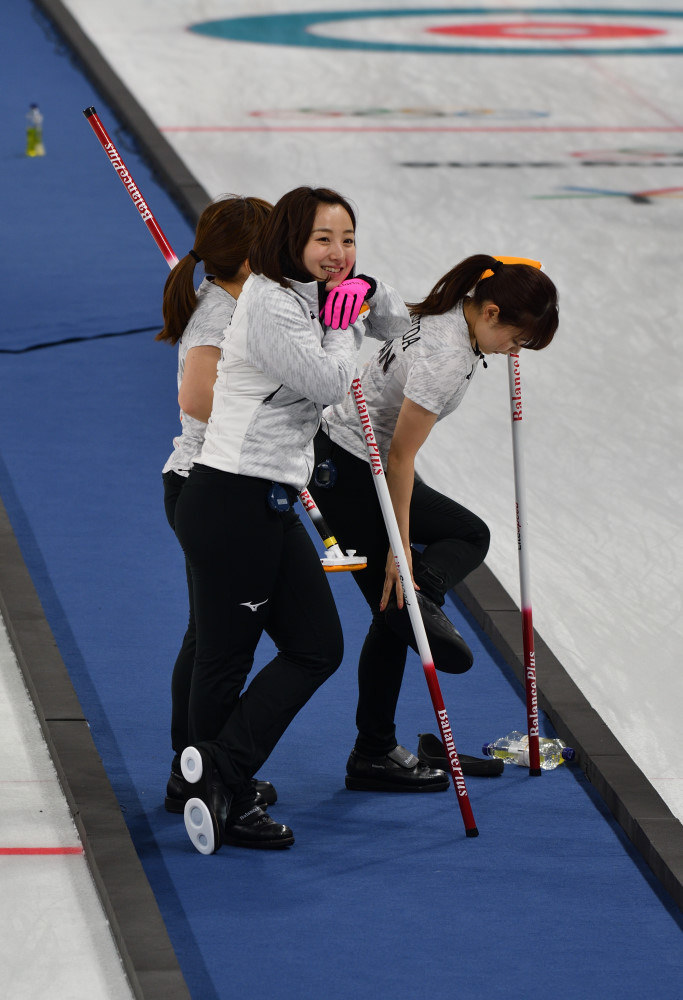
藤泽五月（左二）及其队友，摄于2018年平昌冬奥

藤泽五月（日语：／ Fujisawa Satsuki，1991年5月24日—）生于北海道北見市，是一名日本女子冰壶运动员。她是北见Loco Solare冰壶俱乐部的队长，该队曾于2016年代表日本获得该国首枚世界冰壶锦标赛奖牌，并在2018年冬季奥林匹克运动会中为日本夺得女子四人冰壶铜牌。

## 生平
藤泽是家里三个孩子中年龄最小的，她于5岁时开始练习冰壶。她在刚接触冰壶时，使用的壶为重约20千克的成人用冰壶。之后，她和姐姐加入了家乡的队伍“Stay Gold Ⅱ”。中学一年级时，她的父亲留意到她“相比感觉更重视理论”，决定让她担任队伍的队长。
2007年，藤泽开始就读高中。期间她以“Team北见（Stay Gold Ⅱ）”队队长的身份，在高中前两年时实现日本青年冰壶锦标赛以及亚洲及太平洋青年冰壶锦标赛这两个项目的两连冠，并获得2008年及2009年世界青年冰壶锦标赛的参赛资格。
高中毕业后，她离开家乡远赴长野县，开始在中部電力就职，并成为中部电力冰壶俱乐部的创始成员之一。俱乐部在2011年至2013年间的全国锦标赛中都获得冠军，并曾代表国家参加2013年世界女子冰壶锦标赛，最终获得第7名。之后队伍获得了2014年索契冬奥女子冰壶日本国内预选赛的参赛资格，队伍预选赛的对手是小笠原步率领的北海道银行Fortius队，最终中部电力负于对手，无缘参加冬奥。即便队伍在索契冬奥结束后进行的全国锦标赛上完成了对北海道银行队的复仇，实现四连冠，藤泽依然未能从无缘冬奥的阴影中走出。
2015年年初，藤泽率领中部电力，以五连冠作为目标再次出战全国锦标赛，结果队伍未能晋级决赛。同年4月，藤泽离开了中部电力。一个月后，她重返家乡北见市，并加入本橋麻里创立的Loco Solare队。同年，她以队长身份率领Loco Solare代表日本参加亚洲及太平洋冰壶锦标赛，最终队伍在决赛中以8比7险胜韩国，帮助国家时隔10年再度夺得女子项目冠军。2016年，她再度率领队伍，代表国家参加了在加拿大斯威夫特卡伦特举行的世界女子冰壶锦标赛，队伍一路过关斩将，历史性闯入决赛，决赛中，队伍面对瑞士队，最终以6比9落败，尽管无缘夺冠，队伍仍然为日本队带来该国首枚冰壶世锦赛奖牌。
同年11月，藤泽的队伍再次出战亚洲及太平洋冰壶锦标赛，结果队伍在半决赛中负于中国，卫冕失败的同时也令日本无缘第二年的世界女子锦标赛。翌年2月，藤泽率队出战亚洲冬季运动会，摘得铜牌。2017年9月，日本冰壶协会再次举办了冬奥女子冰壶国内预选赛，藤泽率领Loco Solare参赛，对手是她的前东家中部电力，最终Loco Solare在五场三胜制的比赛中以3比1战胜中部电力，成功获得2018年平昌冬奥参赛资格。在2018年2月进行的冬奥正赛上，藤泽率领队伍在循环赛期间取得5胜4负的成绩排名第4，晋级半决赛。半决赛对阵曾经在循环赛期间战胜过的对手韩国队，尽管队伍在后半段缩小分差，最终仍然以7比8告负。铜牌战中，日本队对阵英国队，最终日本队凭借后半段的连续两局偷分，以5比3战胜对手，成功报循环赛负于对手的一箭之仇的同时也实现奥运冰壶项目奖牌零的突破。
平昌冬奥后，藤泽开始尝试混合双人冰壶，她和SC轻井泽队的成员山口刚史搭档参加日本混合双人冰壶锦标赛，两人最终以一场未败的战绩成功夺冠，同时也获得了代表国家参加同年4月举行的世界混合双人冰壶锦标赛的资格。混双世锦赛期间，两人在八强赛中不敌韩国队，最终获得第5名，这一成绩是日本首次征战混双冰壶世锦赛以来的最佳战绩。
2018–19赛季，藤泽三度率队代表日本出战冰壶世界杯赛，其中在第二站的比赛中，队伍以5胜1负排名小组首位，闯入决赛，在决赛对阵韩国队的比赛中，日本队凭借最后两局的连续偷分逆转韩国，获得国家历史上首个冰壶世界冠军。2019年2月，她和队友再度出战全国女子锦标赛，冲击同年3月进行的世锦赛的参赛资格，结果队伍在决赛中负于中部电力，未能入选世锦赛阵容。在落选女子世锦赛后，藤泽再次和山口搭档参加混双冰壶全国锦标赛，结果两人成功卫冕，再次获得混双世锦赛的参赛资格。世锦赛期间，两人在八强赛中不敌该届赛事黑马澳大利亚队，再度获得第5名，平了上一届比赛的成绩。